# Большое Хмельозеро
Большое Хмельозеро, Большое Хмелеозеро — пресноводное озеро на территории Великогубского сельского поселения Медвежьегорского района Республики Карелии.

## Общие сведения
Площадь озера — 3,8 км², площадь водосборного бассейна — 21 км². Располагается на высоте 119,6 метров над уровнем моря.
Форма озера продолговатая: оно более чем на шесть километров вытянуто с северо-запада на юго-восток. Берега изрезанные, каменисто-песчаные, преимущественно возвышенные.
Из северо-западной оконечности озера вытекает река Вьюнка, впадающая в Ковшозеро, из которого вытекает безымянный ручей, впадающий в Путкозеро, откуда вытекает река Путка, впадающая в Повенецкий залив Онежского озера.
В озере около десятка безымянных островов различной площади, рассредоточенных по всей площади водоёма.
Населённые пункты и автодороги вблизи водоёма отсутствуют.
Код объекта в государственном водном реестре — 01040100611102000018619.